# Omar Viñole
Omar Viñole (Lisbonne, Portugal) est un artiste de bande dessinée, coloriste et encreur brésilien né au Portugal. Lui et Laudo Ferreira Jr. ont fondé le studio Banda Desenhada en 1996, dans lequel Omar a fait des couleurs et des encres pour de nombreux projets de bandes dessinées, comme Yeshuah, Histórias do Clube da Esquina (sur le collectif d'artistes musicaux brésiliens) et Depois da Meia-Noite (qui lui a donné le Troféu HQ Mix 2009 comme « meilleure publication spéciale indépendante »),,,. Il a été récompensé en tant que « Meilleur encreur » en 2003 (Prêmio Angelo Agostini) et en 2017 (Troféu HQ Mix). En 2009, il a créé le webcomic Coelho Nero, un lapin grincheux et critique, qui a deux collections imprimées (« Coisas que um coelho pode te dizer », 2013, indépendant, et «Coelho Nero: reclame aqui», 2017, Jupati Books),.